# Passo dell'Oberalp
Il passo dell'Oberalp (in tedesco Oberalppass, in romancio Pass Alpsu) si trova a 2 046 m s.l.m. sul massiccio del San Gottardo, divide le Alpi Glaronesi a nord dalle Alpi Lepontine a sud.

## Descrizione
Collega il Canton Grigioni con il Canton Uri. La strada carrozzabile fu costruita tra il 1852 e 1863. Il passo è servito da una ferrovia a scartamento ridotto in alcuni tratti a cremagliera, la Matterhorn-Gotthard-Bahn. Attraverso il passo transita il Glacier Express, famoso treno che collega Zermatt con Sankt Moritz. Durante il periodo di chiusura invernale fra Andermatt e Sedrun circolano treni navetta per il trasporto delle auto.

## Collegamenti esterni

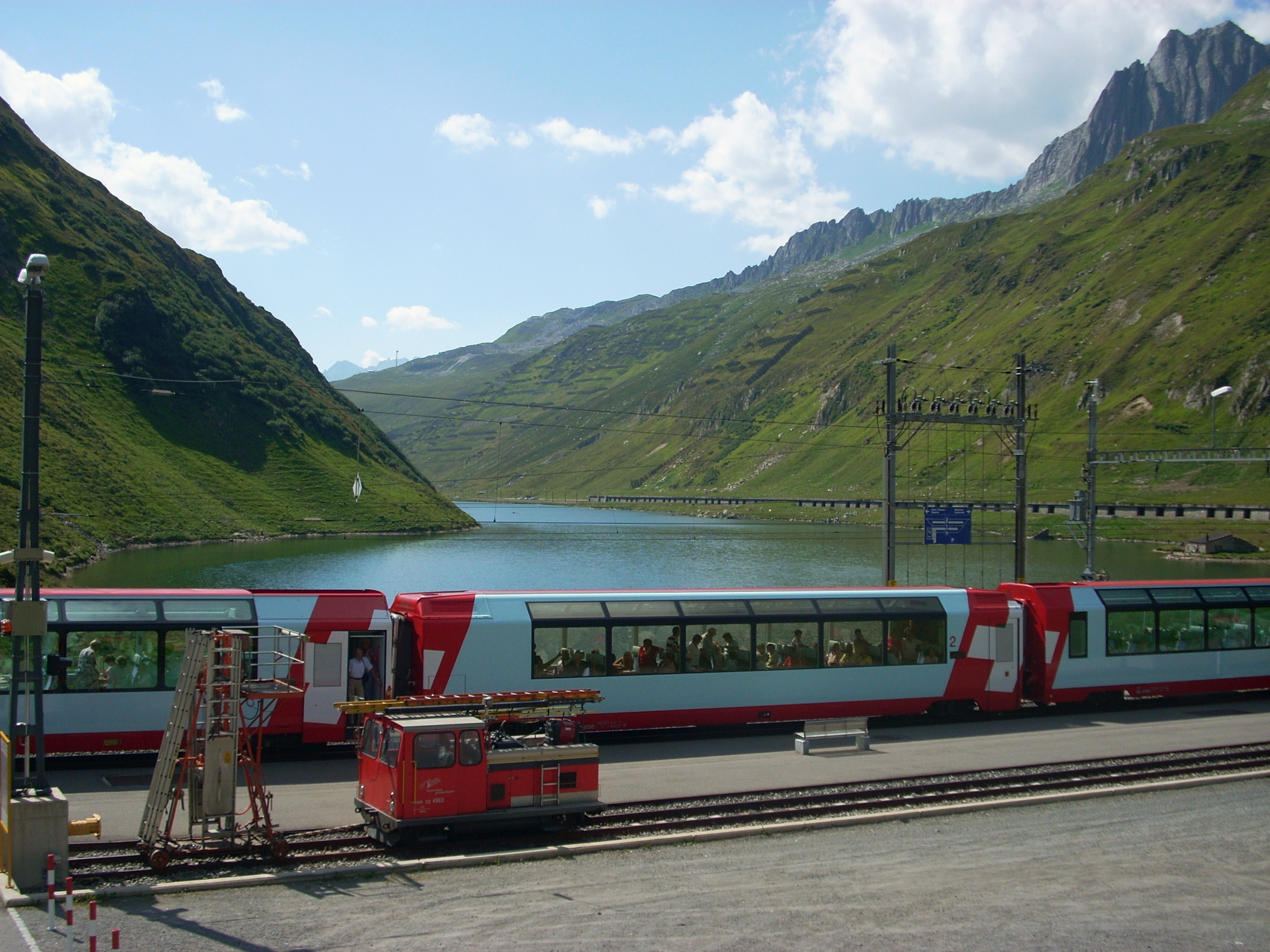
Il Glacier Express alla stazione del passo dell'Oberalp

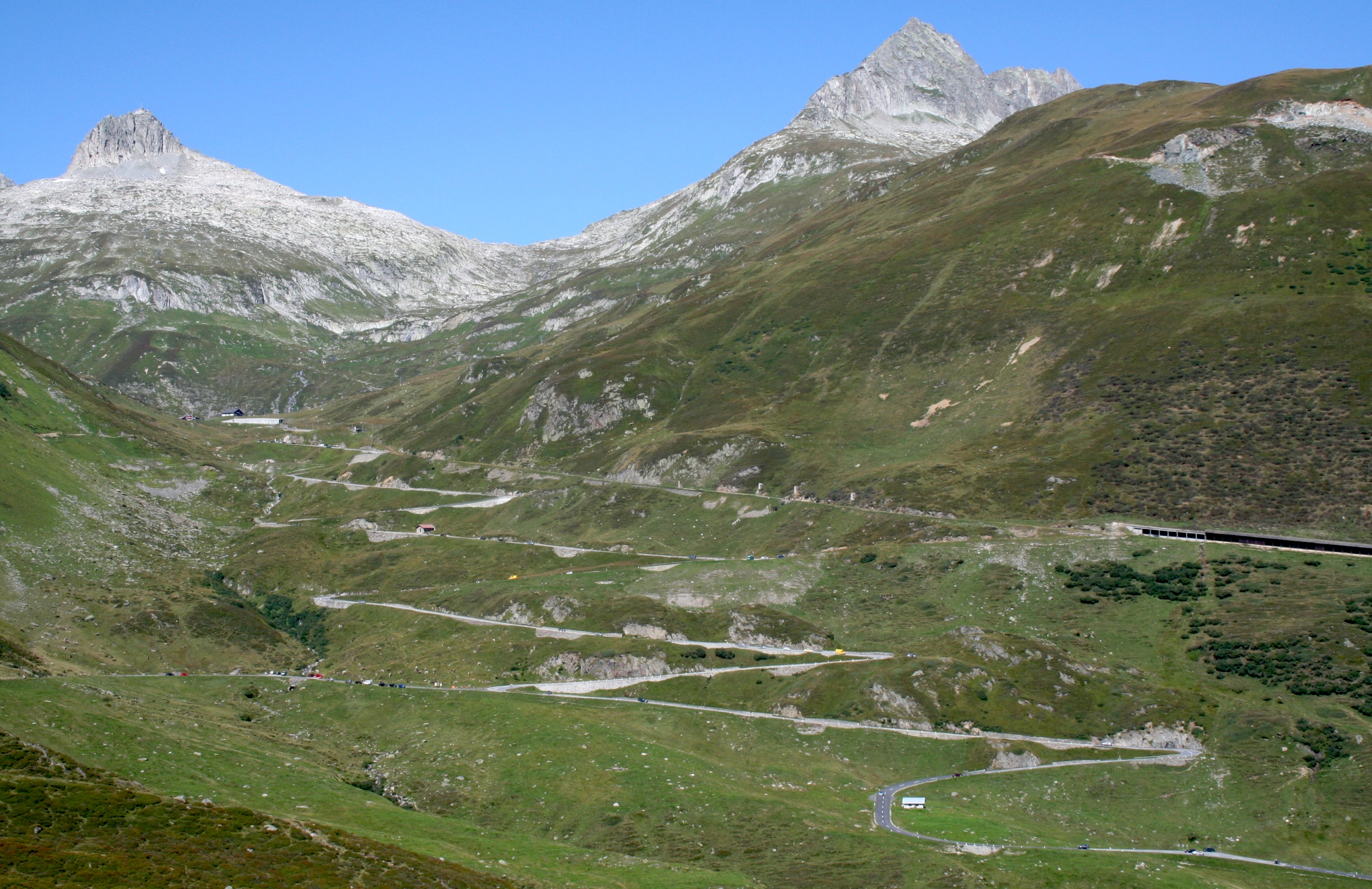
Versante Orientale